# Anthony Taylor
Anthony Taylor (Wythenshawe, Manchester, Anglaterra, 20 d'octubre de 1978) és un àrbitre de futbol anglès. És àrbitre internacional de la FIFA des del 2013.

## Trajectòria
En 2010, va ser ascendit a la llista d'àrbitres seleccionats del grup que arbitra principalment a la Premier League, i en 2013 es va convertir en àrbitre FIFA, la qual cosa li permet arbitrar partits europeus i internacionals. El 2015, va ser l'àrbitre principal de la final de la Copa de la Lliga anglesa de futbol a l'estadi de Wembley. Taylor després va tornar a Wembley el 2017 per dirigir la final de la FA Cup 2017 entre el Chelsea Football Club i l'Arsenal Football Club, en la seva segona aparició com a àrbitre en una final.